# 高来郡
- 令制国一覧 > 西海道 > 肥前国 > 高来郡
- 日本 > 九州地方 > 長崎県 > 高来郡

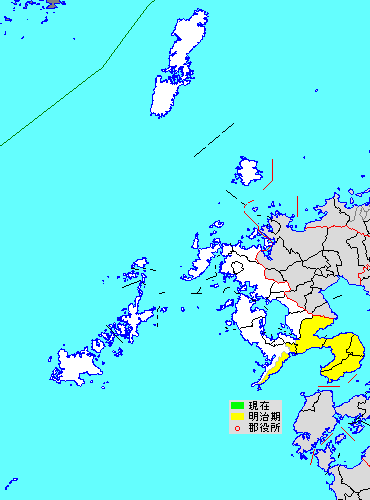
長崎県高来郡の位置

高来郡（たかきぐん）は、長崎県（肥前国）にあった郡である。『肥前国風土記』によると対岸の肥後国玉名郡から雲仙岳を眺めていた景行天皇が「あれは陸か島か」と神大野宿禰に命じ調べに行かせたところ、出迎えた山の神が「高来津座（たかくつくら）」と名乗ったことが地名の由来とされる。

## 郡域
概ね現在の下記の区域にあたるが、行政区画として画定されたものではない。
- 長崎市の一部
  - 牧島町・戸石町・上戸石町・川内町・船石町・中里町・つつじが丘・古賀町・松原町・鶴の尾町
  - 宿町、芒塚町、田手原町、早坂町、田上、茂木町、宮摺町、大崎町、千々町、藤田尾町、布巻町、椿が丘町、川原町、宮崎町、脇岬町より南東
  - かき道・三景台町の各一部
- 諫早市の大部分（多良見町各町を除く）
- 雲仙市・島原市・南島原市の全域

## 歴史
郡衙は現在の雲仙市内に置かれていたと推定されている。中世の伊佐早荘を領有した西郷氏の領国を江戸時代に龍造寺氏の分家筋である佐賀藩重臣諫早家が藩内私領として領有統治した領地が郡の由来である。

### 近世以降の沿革
所属町村の変遷は北高来郡#郡発足までの沿革、南高来郡#郡発足までの沿革をそれぞれ参照
- 「旧高旧領取調帳」に記載されている明治初年時点での支配は以下の通り。幕府領は長崎奉行が管轄。（2町81村）
  - 後の北高来郡域（1町38村） - 幕府領、肥前佐賀藩、肥前大村藩
  - 後の南高来郡域（1町36村） - 肥前島原藩、肥前佐賀藩
  - 後の西彼杵郡域（7村） - 幕府領（日見村、茂木村、川原村、樺島村）、肥前佐賀藩（脇御崎村[1]、為石村、布巻村[2]）
- 慶応4年
  - 2月2日（1868年2月24日） - 幕府領が長崎裁判所の管轄となる。
  - 5月4日（1868年6月23日） - 長崎裁判所の管轄地域が長崎府の管轄となる。
- 明治2年6月20日（1869年7月28日） - 長崎府の管轄地域が長崎県の管轄となる。
- 明治4年
  - 7月14日（1871年8月29日） - 廃藩置県により、藩領が佐賀県、大村県、島原県の管轄となる。
  - 11月14日（1871年12月25日） - 第1次府県統合により、全域が長崎県の管轄となる[3]。
- 明治5年（1872年） - 脇御崎村・為石村・布巻村が彼杵郡本村に合併。
- 明治11年（1878年）10月28日 - 郡区町村編制法の長崎県での施行により、高来郡のうち、諫早村ほか4町35村の区域に北高来郡が、高来郡のうち島原村ほか34村の区域に南高来郡がそれぞれ行政区画として発足[4]、日見村・茂木村・川原村・樺島村が西彼杵郡の一部となる。同日高来郡消滅。